# ابدال بختیار
ابدال بختیار (زاده ۱۲۹۸ منطقه بختیاری - درگذشته ؟) وکیل، سیاست‌مدار و مدیر اجرایی ایرانی بود، که در دوره بیستم مجلس شورای ملی، به‌عنوان نماینده شوشتر، از استان خوزستان در مجلس حضور داشت.